# Rasizem
Rasizem je oblika diskriminacije, ki jo pogosto razlagajo kot skrajni vidik negativnega nacionalizma. Temelji na predsodkih o rasnih razlikah med ljudmi, izraža pa se v vedenju, diskriminaciji in dejanjih. Rasne razlike se nanašajo na biološke (fiziološke) razlike med ljudmi. Mnoge rasistične teorije so v preteklosti skušale dokazati, da se rase med seboj razlikujejo tudi po sposobnostih, inteligenci, moralnih vrlinah itd. Izvor rasizma je povezan s kolonializmom, etnocentrizmom in ksenofobijo.